# Sclerogryllus
Sclerogryllus är ett släkte av insekter. Sclerogryllus ingår i familjen syrsor.
Kladogram enligt Catalogue of Life:
| Sclerogryllus | \| \| Sclerogryllus coriaceus \| \| \| \| \| \| Sclerogryllus matsuurai \| \| \| \| \| \| Sclerogryllus punctatus \| \| \| \| \| \| Sclerogryllus tympanalis \| \| \| \| \| \| Sclerogryllus variolosus \| \| \| \| |
|               | \| \| Sclerogryllus coriaceus \| \| \| \| \| \| Sclerogryllus matsuurai \| \| \| \| \| \| Sclerogryllus punctatus \| \| \| \| \| \| Sclerogryllus tympanalis \| \| \| \| \| \| Sclerogryllus variolosus \| \| \| \| |
|               | Sclerogryllus coriaceus |
|               | |
|               | Sclerogryllus matsuurai |
|               | |
|               | Sclerogryllus punctatus |
|               | |
|               | Sclerogryllus tympanalis |
|               | |
|               | Sclerogryllus variolosus |
|               | |